# Pardosa tangana
Pardosa tangana là một loài nhện trong họ Lycosidae.
Loài này thuộc chi Pardosa. Pardosa tangana được Carl Friedrich Roewer miêu tả năm 1959.